# ケネス・L・ヘイル
ケネス・ロック・ヘイル (Kenneth Locke Hale, 1934年8月15日 - 2001年10月8日)、またはケン・ヘイル (Ken Hale) は、アメリカ合衆国のマサチューセッツ工科大学の言語学者である。彼は、しばしば消滅の危機に瀕し、これまで研究されてこなかったさまざまな言語、特に北米、中米、オーストラリアの先住民の言語を研究していた。ヘイルが調査した言語には、ナバホ語、オオダム語、ワルピリ語、ウルワ語などがある。 
言語理論への彼の主要な貢献の中には、特定の言語が非階層的であり、英語などの言語に特徴的な句構造を欠いているという仮説があった。 

## 生活
ヘイルはイリノイ州エヴァンストンで生まれた。6歳の時、彼の一家はアリゾナ州南部のカネロ近くの牧場に引っ越した。ハイルはトゥーソン高校に転校する前、ヴェルデ・ヴァレー高校に通っていたが、言語の勉強に気を取られすぎて「放り出された」と語った。若い頃、ヘイルは熱心な雄牛や馬の騎手だった。1952年のトゥーソン・ロデオで牛から投げられたヘイルの映像はストック映像として使われ、映画「ロデオの英雄」に収録された。彼は1952年からアリゾナ大学に進学し、1959年にインディアナ大学ブルーミントン校で博士号を取得した(論文 "A Papago grammar" パパゴ語の文法)。1961~63年にイリノイ大学アーバナ・シャンペーン校、1963~66年にアリゾナ大学ツーソン校で教鞭をとった後、1967年から1999年に引退するまで、マサチューセッツ工科大学に在職した。ヘイルは生涯を通して並外れた速さと完璧さで新しい言語を学ぶ能力を保持していた多言語学習者として知られていた。子供の頃、彼は英語に加えてスペイン語とアメリカの先住民の言語、トホノ・オオダム語を学んだ。彼はヘメス語とホピ語を高校のルームメイトから、ナバホ語をアリゾナ大学のルームメイトから学んだ。ヘイルは1959年、たった一週間で、750ページのマラ語に関するフィールドワークメモを書き上げた。 
彼はワルピリ語がとても流暢になったので、オーストラリアからアメリカに戻った後、息子のエズラとカレブをワールピリ語を話すように育てた。エズラはワルピリ語で父親に弔辞を述べた。

## 言語学
ヘイルの言語理論への主要な貢献の1つは、ある言語が英語のような言語に特有の句構造を欠いており、非階層的であるという仮説であった。ヘイルによると、非階層言語は、自由な語順、発音されない代名詞、文全体に意味的に関連する単語を分散させる能力など、集合するプロパティのセットを表示するという。20世紀の最後の20年間における彼の研究の大部分は、これらの特性がなぜクラスター化するのかを説明できる構文モデルの開発に向けられたものだった。ヘイルの考えは重要な研究プログラムを開始し、多くの現代言語学者が研究を続けた。1960年にヘイルが録音した、ディヤリ語(南オーストラリア北部で話される言語)を母語とする数少ない人の一人からの短いテキストは、専門の言語学者によるその言語への最初の研究であった。 
ヘイルは、母語話者が自らの言語の研究に参加できるように、言語学を教えることに注意を払った。教え子にはトホノ・オオダム族の言語学者Ofelia Zepeda、ホピ族の言語学者LaVerne Masayesva Jeanne、ナバホ族の言語学者Paul Platero、MaryAnn Willie、Ellavina Tsosie Perkins、ワンパノアグ族の言語学者Jessie Little Doe Bairdなどがいる。ヘイルは、毎年夏にナバホ語をサマースクールで教え、2001年に最後の病気になっても続けていた。1990年に彼は国立科学アカデミーに選出された。 
ヘイルは、言語学研究において未研究の少数言語の重要性を支持し、世界の主要な言語しか研究されていなければ様々な言語学的現象は決して発見されなかっただろうと述べた。彼は、母語話者が1億人であろうと10人であろうと、どの言語でも言語学的洞察を生み出す可能性は等しいと主張した。MITの同僚であるノーム・チョムスキーが彼を「声なき者のための声」と呼んだために、ヘイルは彼らの言語だけでなく少数言語の話者のチャンピオンとしても知られていた。

## アメリカ言語学会
1994年、ヘイルはアメリカ言語学会(LSA)の会長を務めた。1995年の社会の年次総会で、ヘイルは普遍文法と、言語の多様性の必要性に関する会長講演を行った。ヘイルは1995年にLSAのエドワード・サピア教授職 (Edward Sapir Professorship) にも任命された。 
ヘイルの死後の2003年5月、LSAの執行委員会は、2年に一度の言語学研究所 (Linguistic Institute) のために、フィールドメソッドの教授職を確立し、彼の名前を冠した。ケン・ヘイル教授職 (Ken Hale Professorship) は、消滅の危機に瀕している言語の文書化と保存の必要性に対処し、言語学の学生が母国の機関では提供されていないかもしれない、文書化されていない消滅の危機に瀕している言語を調査するためのコースを提供するために設立された。 
2016年10月、LSAはヘイルに敬意を表してフェローシップを開始し、言語学研究所が、絶滅の危機に瀕した言語記録の研究コースに進学している大学院生に授与することになった。最初のKen Hale学生フェローシップは、2017年に言語学研究所がメルボルン大学のIvan Kapitonovに授与した。 
LSAはまた、ケネス・L・ヘイル賞を授与している。これは、絶滅の危機に瀕しているまたは恐れのある言語・語族の文書化に多大な貢献をした奨学生に2002年から時折授与される。この賞は、危険にさらされている言語の保護に関するヘイルの広範な取り組みに敬意を表している。 

## 家族
14歳の時、ヘイルはアリゾナ州カネロにある彼の両親の牧場で彼の将来の妻サラ・ウィテカー（Sara Whitaker, サリー (Sally) として知られている）に出会った。彼らは後にアリゾナ大学で再会した。 彼らは4人の子供を育てた：ウィテカー (Whitaker) 、イアン（Ian, 養子）、双子のカレブ (Caleb) とエズラ (Ezra)。